# Sentier de grande randonnée 406
Le sentier de grande randonnée 406 (GR 406) est situé en France. Il part de Grasse (Alpes-Maritimes) pour rejoindre Sisteron (Alpes-de-Haute-Provence). Il suit en grande partie le tracé originel de la Route Napoléon.

## Parcours
Dans les Alpes-Maritimes
- Grasse
- Saint-Vallier-de-Thiey
- Escragnolles
- Séranon

Dans les Alpes-de-Haute-Provence
- Peyroules
- La Garde
- Castellane
- Senez
- Barrême
- Entrages
- Digne-les-Bains
- Le Chaffaut-Saint-Jurson
- Mallemoisson
- Mirabeau
- Malijai
- L'Escale
- Volonne
- Salignac
- Sisteron